# Mellie Francon
Mellie Francon (* 24. Januar 1982 in La Chaux-de-Fonds) ist eine Schweizer Snowboarderin.
Francon qualifizierte sich neben der späteren Olympiasiegerin Tanja Frieden und Olivia Nobs für das Schweizer Team im Boardercross für die Olympischen Winterspiele 2006 in Turin. Sie gewann schliesslich den kleinen Final und belegte den fünften Schlussrang.
Im Snowboard-Weltcup 2007/08 belegte sie insgesamt fünfmal einen Podestplatz (zweimal Platz 2, dreimal Platz 3), was zu Platz 3 im Gesamtweltcup der Boardercrosser reichte. In der darauffolgenden Saison wurde Francon beim Weltcup-Rennen in Chapelco Zweite.
Bei der Snowboard-Weltmeisterschaft 2009 in Gangwon wurde sie Dritte in der Disziplin Snowboardcross.
Bei den Olympischen Winterspielen 2010 in Vancouver erzielte Francon einen siebten Platz im Snowboardcross. In der Qualifikation erzielte sie zweimal die Bestzeit. Auch den Viertelfinallauf gewann sie souverän. Im Halbfinal unterlief ihr dann ein Fehler, und sie wurde in ihrem Lauf Letzte. Im kleinen Final erreichte sie nach einem erneuten Verbremser Platz 3 und somit den siebten Schlussrang.